# Acrossocheilus beijiangensis
Acrossocheilus beijiangensis is een straalvinnige vissensoort uit de familie van karpers (Cyprinidae). De wetenschappelijke naam van de soort is voor het eerst geldig gepubliceerd in 1977 door Wu & Lin.